# Wilhelm Hünermann
Wilhelm Hünermann (ur. 28 lipca 1900 w Kempen, zm. 28 listopada 1975 w Essen) – niemiecki ksiądz katolicki oraz pisarz. Najbardziej znany jako autor beletryzowanych biografii świętych katolickich. 

## Wybrana twórczość literacka
- Apostoł młodych święty Jan Bosko (Apostel von Turin, 1961)
- Boży piekarz: Św. Klemens Maria Hofbauer (Der Apostel von Wien. Klemens Maria Hofbauer, 1994)
- Herold Boży święty Antoni z Padwy (Gottesrufer von Padua)
- Ojciec Damian (Priester der Verbannten)
- Szaniec Boży: Heroizm w cieniu gilotyny
- Święty i diabeł: Życie św. Jana Vianneya, patrona proboszczów (Der Heilige und sein Dämon: Das Leben des armen Pfarrers von Ars, 1952)
- Wezuwiusz i jego włóczędzy (Vesuvio und seine Strolche, 1969)
- Zapieczętowane usta: Opowiadania dla młodzieży o Sakramencie Pokuty
- Złoty świecznik (Goldene Leuchter)
- Żebrak z Granady (Bettler von Granada)